# Marcel Ibaldo

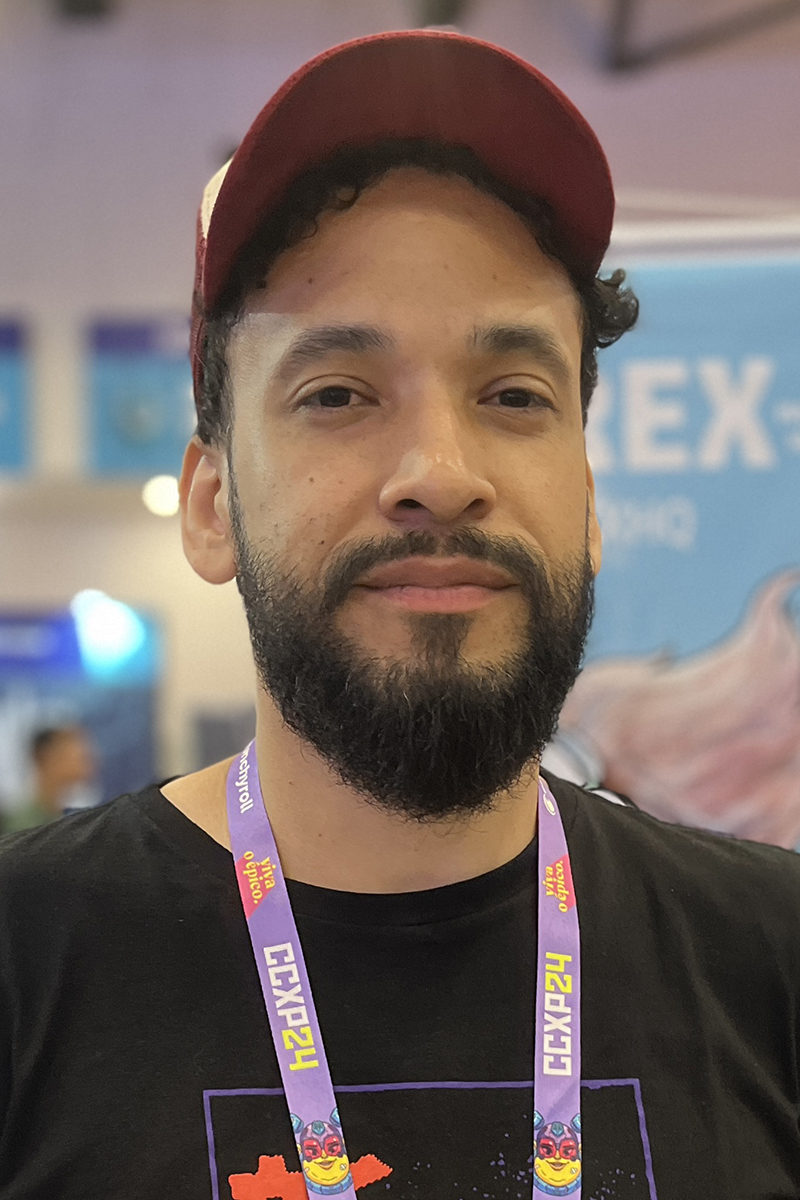
Marcel Ibaldo na CCXP 2024.

Marcel Ibaldo (Quaraí, ) é um desenhista e roteirista brasileiro de história em quadrinhos, músico e diretor de curta-metragens. É integrante desde 2007 do coletivo Quadrinhos S.A. – Núcleo de Quadrinhistas de Santa Maria/RS, criado em 2002, e já teve mais de 30 HQs publicadas na revista Quadrante X, organizada pelo coletivo, além tiras e charges para jornais, exposições, livros e outras publicações em quadrinhos. É o desenhista das capas da revista desde a edição nº10, sendo que a publicação encontra-se atualmente na edição nº16.
Trabalhando com curta-metragens enquanto integrante do Q Studius, em 2010 dirigiu e atuou no curta-metragem A Vingança do Arquivista, obtendo repercussão nacional. Em 2011 foi vencedor no Festival de Cinema Santa Maria Vídeo e Cinema, com o curta-metragem O Confronto 2: A Vingança, no qual dirigiu e atuou, lançado em simultâneo com a publicação em quadrinhos que serve de prólogo entre os dois filmes, realizada por ele em parceria com Guiga Hollweg e Marcel Jacques.
Nos quadrinhos, em 2014 foi um dos selecionados da seletiva nacional do site Universo HQ para a exposição especial referente à Copa do Mundo.
Ainda em 2014 publicou JSA: Zona de Risco - Um Artigo em Quadrinhos, no livro Uma História a Cada Filme, Volume 4.
Em  2016, foi premiado no Concurso internacional Silent Manga Audition, sediado no Japão, com a obra The Choice, roteirizada em parceria com o autor Elton Keller. Marcel ainda realizou o desenho da HQ, enquanto Elton ficou responsável pela arte-final.
Ao lado do desenhista Max Andrade, lançou de forma independente as obras Múltipla Escolha e The Hype, esta última publicada através de financiamento coletivo e vencedora do 29º Troféu HQ Mix na categoria "melhor publicação independente edição única",
A dupla também publicou em parceria Not_Found, na Quadrante X nº15, e Erro de Cálculo, na antologia Imaginários em Quadrinhos nº4, da Editora Draco.
Atualmente publica a série de webtira Tê Rex, em parceria com sua filha de dez anos, Marcelli, em março de 2018, foi lançada uma campanha de financiamento coletivo para a impressão da webtira, obtendo sucesso no final de maio do mesmo ano.
Ainda em 2018, foi mais uma vez premiado no concurso internacional Silent Manga Audition, com a história Brothers in Arms, realizada em parceria com o quadrinhista João Eddie.
Em dezembro de 2018 lançou juntamente com Marcelli Ibaldo o livro Tê Rex: Spoilerfobia, pela Avec Editora. Em abril 2019, o livro foi um dos finalistas do Prêmio LeBlanc.de Arte Sequencial, Animação e Literatura Fantástica, na categoria Série Nacional de Tiras. <ref>https://diariosm.com.br/cultura/pai-e-filha-santa-marienses-s%C3%A3o-finalistas-de-pr%C3%AAmio-de-literatura-da-ufrj-1.2136752</ref>
Também em 2019, a série foi indicada ao Troféu HQMIX nas categorias Melhor Publicação de Tiras (pelo livro Tê Rex: Spoilerfobia) e Melhor Webtira (pelo trabalho publicado no site https://te-rexhq.blogspot.com/) 
Depois de terem sidos patronos de Feira do Livro, a dupla ainda recebeu o Troféu Gibifest de Melhor Publicação de 2018, também pelo livro da série Tê Rex. http://www.jornalasemana.net/noticias/cultura/quarta_edicao_do_gibifest_movimenta_o_municipio_e_leva_500_pessoas_ao_sima/7424